# Національний воєнний коледж США
Національний воєнний коледж США (англ. National War College) — вищий військовий навчальний заклад Збройних сил Сполучених Штатів Америки, складова частина Національного університету оборони США, що розташований на території кампусу Форт Леслі Макнейр у столиці країни місті Вашингтон.

## Зміст
Національний воєнний коледж офіційно заснований 1 липня 1946 року шляхом реорганізації Штабного коледжу армії та флоту, що існував з червня 1943 до липня 1946 року, й головним ініціатором його створення був міністр оборони Джеймс Форрестол.
Коледж здійснює навчання офіцерського складу усіх видів збройних сил США середньої та вищої ланки військового управління, цивільного персоналу, а також іноземних слухачів за програмою підготовки керівного складу стратегічного рівня для подальшого просування по службі. Приблизно 75 % студентів рівномірно представлені офіцерським складом армії, Повітряних сил та флоту (у тому числі Корпусу морської піхоти й Берегової охорони). Четверту частку навчаємих становить цивільний персонал федеральних міністерств, департаментів, агентств та відомств.

## Відео
- U.S. Army Command & General Staff College, Dept of Military History